# Claiming rule
De Claiming rule was in het verleden een regel bij Amerikaanse wegrace-wedstrijden voor motorfietsen. De regel was opgesteld door de American Motorcyclist Association om te voorkomen dat dure fabrieksracers zouden worden ingezet. 
In de claiming rule was bepaald dat de winnende machine voor een gelimiteerd bedrag na de race te koop moest worden aangeboden. Op die manier zijn heel wat dure fabrieksracers verdwenen.
John Cooper en BSA werden in 1971 het slachtoffer van de claiming rule. In die tijd was het bedrag vastgesteld op 2.500 dollar. De motordealer en coureur Bob Bailey bood binnen 30 minuten na een race op de Ontario Motor Speedway en cheque aan en eiste de winnende BSA A75 Rocket 3 op. Men wist hem uiteindelijk over te halen in ruil voor de BSA gratis een oudere Triumph T150 Trident racer inclusief reservedelen te accepteren. De AMA besloot daarna niet de claiming rule af te schaffen, maar het bedrag te verhogen tot 5.000 dollar. Voor dat bedrag raakte het Yamaha-team in 1974 de winnende Yamaha TZ 750 van Giacomo Agostini kwijt aan de Fransman Patrick Pons. 
Fabrieken konden de regel echter omzeilen door iemand van het eigen team gebruik te laten maken van de claiming rule. Op die manier kocht men de eigen machine.